# SM UC-49
SM UC-49 – niemiecki podwodny stawiacz min z okresu I wojny światowej, jedna z 64 zbudowanych jednostek typu UC II. Zwodowany 7 listopada 1916 roku w stoczni Germaniawerft w Kilonii, został przyjęty do służby w Kaiserliche Marine 2 grudnia 1916 roku. W czasie służby operacyjnej w składzie 1. Flotylli U-Bootów Hochseeflotte i II Flotylli Flandria okręt odbył 13 patroli bojowych, w wyniku których zatonęło 26 statków o łącznej pojemności 66 045 BRT, zaś jeden statek o pojemności 2241 BRT został uszkodzony. SM UC-49 zatonął wraz z całą załogą 14 sierpnia 1918 roku, po wejściu na minę u wybrzeży Flandrii.

## Projekt i budowa
Dokonania pierwszych niemieckich podwodnych stawiaczy min typu UC I, a także zauważone niedostatki tej konstrukcji, skłoniły dowództwo Cesarskiej Marynarki Wojennej z admirałem von Tirpitzem na czele do działań mających na celu budowę nowego, znacznie większego i doskonalszego typu okrętu podwodnego. Opracowany latem 1915 roku projekt okrętu, oznaczonego później jako typ UC II, tworzony był równolegle z projektem przybrzeżnego torpedowego okrętu podwodnego typu UB II. Głównymi zmianami w stosunku do poprzedniej serii były: instalacja wyrzutni torpedowych i działa pokładowego, zwiększenie mocy i niezawodności siłowni, oraz wzrost prędkości i zasięgu jednostki, kosztem rezygnacji z możliwości łatwego transportu kolejowego (ze względu na powiększone rozmiary).
SM UC-49 zamówiony został 12 stycznia 1916 roku jako jednostka z III serii okrętów typu UC II (numer projektu 41, nadany przez Inspektorat U-Bootów), w ramach wojennego programu rozbudowy floty . Został zbudowany w stoczni Germaniawerft w Kilonii jako jeden z sześciu okrętów III serii zamówionych w tej wytwórni. UC-49 otrzymał numer stoczniowy 265 (Werk 265)  . Stępkę okrętu położono w 1916 roku , a zwodowany został 7 listopada 1916 roku.

## Dane taktyczno-techniczne
SM UC-49 był średniej wielkości przybrzeżnym okrętem podwodnym o konstrukcji dwukadłubowej. Długość całkowita wynosiła 52,7 metra, szerokość 5,22 metra i zanurzenie 3,64 metra . Wykonany ze stali kadłub sztywny miał 39,3 metra długości i 3,61 metra szerokości, a wysokość (od stępki do szczytu kiosku) wynosiła 7,46 metra . Wyporność w położeniu nawodnym wynosiła 434 tony, a w zanurzeniu 511 ton. Jednostka miała wysoki, ostry dziób przystosowany do przecinania sieci przeciwpodwodnych; do jej wnętrza prowadziły trzy luki: pierwszy przed kioskiem, drugi w kiosku, a ostatni w części rufowej, prowadzący do maszynowni . Cylindryczny kiosk miał średnicę 1,4 metra i wysokość 1,8 metra, obudowany był opływową osłoną . Okręt napędzany był na powierzchni przez dwa 6-cylindrowe, czterosuwowe silniki wysokoprężne Körting o łącznej mocy 440 kW (600 KM), zaś pod wodą poruszał się dzięki dwóm silnikom elektrycznym BBC o łącznej mocy 460 kW (620 KM) . Dwa wały napędowe obracały dwie śruby wykonane z brązu manganowego (o średnicy 1,9 metra i skoku 0,9 metra) . Okręt osiągał prędkość 11,8 węzła na powierzchni i 7,2 węzła w zanurzeniu . Zasięg wynosił 9450 Mm przy prędkości 7 węzłów w położeniu nawodnym oraz 56 Mm przy prędkości 4 węzłów pod wodą . Zbiorniki mieściły 56 ton paliwa , a energia elektryczna magazynowana była w dwóch bateriach akumulatorów 26 MAS po 62 ogniwa, zlokalizowanych pod przednim i tylnym pomieszczeniem mieszkalnym załogi. Okręt miał siedem zewnętrznych zbiorników balastowych . Dopuszczalna głębokość zanurzenia wynosiła 50 metrów , zaś czas wykonania manewru zanurzenia 40 sekund.
Głównym uzbrojeniem okrętu było 18 min kotwicznych typu UC/200 w sześciu skośnych szybach minowych o średnicy 100 cm, usytuowanych w podwyższonej części dziobowej jeden za drugim w osi symetrii okrętu, pod kątem do tyłu (sposób stawiania – „pod siebie”). Układ ten powodował, że miny trzeba było stawiać na zaplanowanej przed rejsem głębokości, gdyż na morzu nie było do nich dostępu (co znacznie zmniejszało skuteczność okrętów). Wyposażenie uzupełniały dwie zewnętrzne wyrzutnie torped kalibru 500 mm (umiejscowione powyżej linii wodnej na dziobie, po obu stronach szybów minowych), jedna wewnętrzna wyrzutnia torped kal. 500 mm na rufie (z łącznym zapasem 7 torped) oraz umieszczone przed kioskiem działo pokładowe kal. 88 mm L/30, z zapasem amunicji wynoszącym 130 naboi . Okręt wyposażony był w dwa peryskopy Zeissa: wachtowy i bojowy oraz radiostację z podnoszonym masztem o wysokości 10 metrów. Wyposażenie uzupełniała kotwica grzybkowa o masie 272 kg .
Załoga okrętu składała się z 3 oficerów oraz 23 podoficerów i marynarzy.

## Służba

### 1916 rok
2 grudnia 1916 roku SM UC-49 został przyjęty do służby w Cesarskiej Marynarce Wojennej . Dowództwo jednostki objął kpt. mar. (niem. Kapitänleutnant) Karl Petri .

### 1917 rok
Z dniem 1 lutego 1917 roku, rozkazem szefa sztabu admiralicji niemieckiej z 12 stycznia tego roku, U-Booty należące do czterech flotylli Hochseeflotte, Flotylli Flandria i Flotylli Pola rozpoczęły nieograniczoną wojnę podwodną. Po okresie szkolenia okręt został 1 marca przydzielony do 1. Flotylli U-Bootów Hochseeflotte . W dniach 25 marca – 5 kwietnia U-Boot przeprowadził operację bojową, stawiając u wschodniego wybrzeża Szkocji cztery zagrody składające się łącznie z 18 min (rejs został przerwany z powodu awarii steru jednostki). 22 kwietnia nowym kapitanem UC-49 został mianowany por. mar. (niem. Oberleutnant zur See) Alfred Arnold .
W maju 1917 roku UC-49 oraz pozostałe okręty wchodzące w skład 1. Flotylli (U-71, U-80, UC-29, UC-31, UC-33, UC-41, UC-42, UC-44, UC-45, UC-50, UC-51, UC-55, UC-75 i UC-77) postawiły wokół Wysp Brytyjskich 50 zagród minowych. 3 maja na Morzu Północnym U-Boot zatrzymał i po ewakuacji załogi zatopił zbudowany w 1893 roku duński trzymasztowy drewniany szkuner „Helge” o pojemności 162 BRT, transportujący węgiel z Newcastle upon Tyne do Nakskov (na pozycji 56°28′N 3°43′E/56,466667 3,716667) . Cztery dni później w odległości około 95 MM na południowy zachód od południowego krańca Mainland okręt zatopił zbudowany w 1903 roku norweski parowiec „Tore Jarl” (1256 BRT), przewożący węgiel, pocztę i pasażerów z Newcastle upon Tyne do Trondheim (na pokładzie śmierć poniosła jedna osoba) . 9 maja w odległości 3 Mm na południe od Peterhead na postawioną przez okręt podwodny minę wszedł zbudowany w 1902 roku brytyjski trawler „Windward Ho” (226 BRT). Jednostka zatonęła na pozycji 57°28′N 1°42′W/57,466667 -1,700000 ze stratą ośmiu członków załogi . 14 maja ten sam los spotkał pochodzący z 1899 roku brytyjski trawler „Bel Lily” (168 BRT), który zatonął 1,5 Mm na północny wschód od Peterhead tracąc 10 załogantów .
18 maja na stanowisko dowódcy UC-49 powrócił kpt. mar. Karl Petri . Między 13 a 15 czerwca U-Boot napotkał trzy wrogie konwoje, jednak nie zdołał ani razu zająć dogodnej do ataku pozycji ze względu na obecność eskorty. 17 czerwca na postawionej przez okręt nieopodal Westray minie zatonął zbudowany w 1904 roku norweski parowiec „Tosto” o pojemności 1234 BRT, płynący z ładunkiem węgla z Methil do Haugesund (obyło się bez strat w ludziach) . 22 lipca jego los podzielił zbudowany w 1902 roku uzbrojony brytyjski parowiec „Cotovia” (4020 BRT), przewożący ładunek lnu na trasie Archangielsk – Dundee, który zatonął bez strat w załodze w odległości 2 Mm na południowy wschód od wyspy Auskerry w archipelagu Orkadów (na pozycji 59°01′N 2°37′W/59,016667 -2,616667)  . Nazajutrz na północ od Butt of Lewis U-Boot storpedował i zatopił zbudowany w 1909 roku brytyjski krążownik pomocniczy HMS „Otway” (12 077 BRT). Jednostka zatonęła na pozycji 58°54′N 6°28′W/58,900000 -6,466667 ze stratą 10 członków załogi  . 24 lipca w odległości 30 Mm na północny zachód od Cape Wrath okręt podwodny storpedował bez ostrzeżenia i zatopił zbudowany w 1906 roku uzbrojony brytyjski parowiec „Blake” (3740 BRT), przewożący ładunek węgla z Penarth do Archangielska (na pokładzie zginęło pięciu członków załogi)  . Następnego dnia U-Boot zatrzymał i zatopił zbudowany w 1890 roku norweski bark ze stalowym kadłubem „Dea” o pojemności 1109 BRT, płynący pod balastem ze Stavanger do Halifax (na pozycji 60°20′N 4°01′W/60,333333 -4,016667, nikt nie zginął) .
21 sierpnia nieopodal Hoofden okręt został zaatakowany bombami przez brytyjskie samoloty, jednak nie odniósł poważniejszych uszkodzeń. 25 sierpnia w odległości 27 Mm na południe od Bishop Rock UC-49 storpedował bez ostrzeżenia i zatopił zbudowany w 1915 roku uzbrojony brytyjski parowiec „Nascent” (4969 BRT), płynący z ładunkiem drobnicy z Tegal do Kingston upon Hull (na pozycji 49°32′N 6°25′W/49,533333 -6,416667, na pokładzie zginęło sześciu marynarzy)  . 2 września na południowy zachód od wyspy Scilly U-Boot storpedował zbudowany w 1911 roku brytyjski krążownik pomocniczy HMS „Dundee” (2187 BRT). Jednostka zatonęła następnego dnia na pozycji 48°50′N 9°20′W/48,833333 -9,333333 ze stratą dziewięciu członków załogi  . 21 października na postawioną przez okręt podwodny nieopodal Whitby minę wszedł zbudowany w 1913 roku brytyjski holownik „Bunty” (73 BRT), płynący z Kingston upon Hull do Rosyth z ładunkiem węgla (jednostka zatonęła ze stratą pięciu członków załogi) .
3 listopada nowym dowódcą U-Boota został por. mar. Hans Kükenthal . 8 grudnia w odległości 4 Mm na północny wschód od Sunderlandu UC-49 storpedował bez ostrzeżenia i zatopił zbudowany w 1899 roku uzbrojony brytyjski parowiec „Maindy Bridge” o pojemności 3653 BRT, płynący pod balastem z Middlesbrough do Newcastle upon Tyne (do zdarzenia doszło na pozycji 55°01′N 1°18′W/55,016667 -1,300000, a na pokładzie śmierć poniosły dwie osoby)  .

### 1918 rok
3 stycznia 1918 roku na postawioną przez okręt podwodny na wschód od Crail minę wpłynął zbudowany w 1915 roku brytyjski statek wielorybniczy (używany jako okręt patrolowy) HMS „Blackwhale” (237 BRT). Jednostka zatonęła na pozycji 56°19′N 0°45′W/56,316667 -0,750000, a na jej pokładzie zginęło 12 osób . W dniach 15–30 stycznia okręt postawił zagrody minowe w zatoce Firth of Forth. 24 stycznia UC-49 przeprowadził nieopodal latarni morskiej Bell Rock atak torpedowy na konwój HZ-2, zatapiając płynące w nim dwa szwedzkie parowce: zbudowany w 1889 roku „Fylgia” (1741 BRT), przewożący ładunek drobnicy z Göteborga do Rouen (na pozycji 56°23′N 2°15′W/56,383333 -2,250000, na pokładzie zginęło trzech marynarzy)  oraz pochodzący z 1888 roku „Jönköping 2” o pojemności 1274 BRT, także płynący z ładunkiem drobnicy z Göteborga do Kingston upon Hull (w wyniku zatopienia śmierć poniosło 10 marynarzy) .
9 lutego na postawioną przez UC-49 w odległości 3 Mm od latarni Bell Rock minę weszła brytyjska łódź rybacka „Maggie Smith” o pojemności 24 BRT, która zatonęła ze stratą trzech załogantów . Od 17 lutego do 4 marca okręt odbył kolejną operację bojową, stawiając miny nieopodal Tynemouth. 21 lutego lista wojennych dokonań załogi U-Boota powiększyła się o kolejne dwie pozycje: zbudowany w 1914 roku norweski parowiec „Bør” (1149 BRT), płynący z ładunkiem węgla i pyłu aluminiowego z Newcastle upon Tyne do Christianii, który został zatopiony na wschód od Amble ze stratą jednego marynarza (na pozycji 55°20′N 1°25′W/55,333333 -1,416667)  oraz pochodzący z 1899 roku brytyjski dryfter „Reaper” (91 BRT), który zatonął w odległości 2 Mm na północny wschód od Tynemouth ze stratą ośmiu członków załogi . Trzy dni później nieopodal Amble okręt storpedował bez ostrzeżenia zbudowany w 1877 roku brytyjski parowiec „Amsterdam” o pojemności 806 BRT, przewożący węgiel i drobnicę z Leith do Rotterdamu (statek zatonął tracąc czterech załogantów)  .
1 maja u wybrzeży Durham na postawioną przez U-Boota minę wszedł zbudowany w 1876 roku duński motorowiec „Samsö” (324 BRT), płynący z Aarhus do Londynu z ładunkiem maszyn (statek zatonął bez strat w ludziach) .
22 maja UC-49 został przydzielony do II Flotylli Flandria .
10 czerwca o godzinie 4:20 okręt storpedował bez ostrzeżenia zbudowany w 1898 roku uzbrojony brytyjski parowiec „Mountby” (3263 BRT), który wypłynął ze Swansea z materiałami należącymi do Admiralicji. Statek zatonął bez strat w załodze w odległości 8 Mm na południowy wschód od latarni morskiej Lizard (na pozycji 49°58′N 5°01′W/49,966667 -5,016667)  . Trzy dni później 25 Mm na zachód od latarni morskiej Hartland Point U-Boot storpedował zbudowany w 1913 roku brytyjski krążownik pomocniczy HMS „Patia” (6103 BRT), który zatonął ze stratą 16 członków załogi  . 22 czerwca na postawionej przez UC-49 minie zatonął nieopodal Étaples zbudowany w 1917 roku uzbrojony brytyjski parowiec „Rhea” o pojemności 1308 BRT, przewożący koks z Newcastle upon Tyne do Rouen (nikt nie zginął)  .
3 sierpnia załoga U-Boota dokonała zbrodni wojennej, torpedując w kanale La Manche zbudowany w 1912 roku brytyjski okręt szpitalny „Warilda” o pojemności 7713 BRT, przewożący rannych z Hawru do Southampton. Na pokładzie zatopionej jednostki śmierć poniosły 123 osoby . 8 sierpnia nieopodal Dartmouth okręt wykonał atak na zbudowany w 1913 roku brytyjski parowiec „Portwood” o pojemności 2241 BRT, płynący pod balastem z Sheerness do Barry (jednostka storpedowana na pozycji 50°14′N 3°36′W/50,233333 -3,600000 doznała jedynie uszkodzeń, choć w wyniku eksplozji śmierć poniosły trzy osoby) . 13 sierpnia okręt w odległości 1,5 Mm na południowy zachód od Newhaven storpedował i zatopił bez strat w załodze nowy, pochodzący z 1918 roku brytyjski parowiec „City Of Brisbane” (7138 BRT), płynący pod balastem z Londynu do Buenos Aires .
14 sierpnia 1918 roku u wybrzeży Flandrii SM UC-49 wszedł na minę i zatonął wraz z całą, liczącą 31 osób załogą na pozycji 51°29′N 2°03′W/51,483333 -2,050000 .

### Podsumowanie działalności bojowej
SM UC-49 odbył 13 rejsów operacyjnych, w wyniku których zatonęło 26 statków o łącznej pojemności 66 045 BRT, zaś jeden statek o pojemności 2241 BRT został uszkodzony . Na pokładach zatopionych i uszkodzonych jednostek zginęło co najmniej 239 osób, w tym 123 na brytyjskim statku pasażerskim „Warilda”  . Pełne zestawienie zadanych przez niego strat przedstawia poniższa tabela :
| Data                 | Nazwa              | Państwo         | Tonaż       | Los jednostki |
| -------------------- | ------------------ | --------------- | ----------- | ------------- |
| 3 maja 1917          | „Helge”            | Dania           | 162         | zatopiony     |
| 7 maja 1917          | „Tore Jarl”        | Norwegia        | 1256        | zatopiony     |
| 9 maja 1917          | „Windward Ho”      | Wielka Brytania | 226         | zatopiony     |
| 14 maja 1917         | „Bel Lily”         | Wielka Brytania | 168         | zatopiony     |
| 17 czerwca 1917      | „Tosto”            | Norwegia        | 1234        | zatopiony     |
| 22 lipca 1917        | „Cotovia”          | Wielka Brytania | 4020        | zatopiony     |
| 23 lipca 1917        | HMS „Otway”        | Royal Navy      | 12 077      | zatopiony     |
| 24 lipca 1917        | „Blake”            | Wielka Brytania | 3740        | zatopiony     |
| 25 lipca 1917        | „Dea”              | Norwegia        | 1109        | zatopiony     |
| 25 sierpnia 1917     | „Nascent”          | Wielka Brytania | 4969        | zatopiony     |
| 2 września 1917      | HMS „Dundee”       | Royal Navy      | 2187        | zatopiony     |
| 21 października 1917 | „Bunty”            | Wielka Brytania | 73          | zatopiony     |
| 8 grudnia 1917       | „Maindy Bridge”    | Wielka Brytania | 3653        | zatopiony     |
| 3 stycznia 1918      | HMS „Blackwhale”   | Royal Navy      | 237         | zatopiony     |
| 24 stycznia 1918     | „Fylgia”           | Szwecja         | 1741        | zatopiony     |
| 24 stycznia 1918     | „Jönköping 2”      | Szwecja         | 1274        | zatopiony     |
| 9 lutego 1918        | „Maggie Smith”     | Wielka Brytania | 24          | zatopiony     |
| 21 lutego 1918       | „Bør”              | Norwegia        | 1149        | zatopiony     |
| 21 lutego 1918       | „Reaper”           | Wielka Brytania | 91          | zatopiony     |
| 24 lutego 1918       | „Amsterdam”        | Wielka Brytania | 806         | zatopiony     |
| 1 maja 1918          | „Samsö”            | Dania           | 324         | zatopiony     |
| 10 czerwca 1918      | „Mountby”          | Wielka Brytania | 3263        | zatopiony     |
| 13 czerwca 1918      | HMS „Patia”        | Royal Navy      | 6103        | zatopiony     |
| 22 czerwca 1918      | „Rhea”             | Wielka Brytania | 1308        | zatopiony     |
| 3 sierpnia 1918      | „Warilda”          | Royal Navy      | 7713        | zatopiony     |
| 8 sierpnia 1918      | „Portwood”         | Wielka Brytania | 2241        | uszkodzony    |
| 13 sierpnia 1918     | „City Of Brisbane” | Wielka Brytania | 7138        | zatopiony     |
| RAZEM                | RAZEM              | zatopione:      | zatopione:  | 26            |
| RAZEM                | RAZEM              | uszkodzone:     | uszkodzone: | 1             |